# Kostel svaté Maří Magdaleny (Jindřichův Hradec)
Kostel svaté Maří Magdaleny v Jindřichově Hradci je součástí kulturní památky České republiky – Jezuitská kolej s kostelem sv. Maří Magdaleny. Spadá pod správu římskokatolické farnosti – proboštství Jindřichův Hradec.

## Historie
Kostel na tomto místě je připomínán již ve 13. století. Později, pravděpodobně koncem 14. století, byla provedena gotická stavební úprava. V roce 1594 byl kostel, který byl též veden jako kaple u starého špitálu, pod patronací řádu německých rytířů, připojen k jezuitské koleji. V roce 1615 vyhořel a v letech 1628 až 1632 byl přestavěn v barokním slohu. V roce 1788 byl zrušen. Dva postranní oltáře byly přeneseny do jindřichohradeckého kostela svatého Jana Křtitele.

## Popis
Kostel má jednu chrámovou loď, a to na obdélníkovém půdorysu. Kněžiště je uzavřeno pětiboce; jsou v něm zachovány gotické stavební prvky. Kostel má bohatou štukovou výzdobu. V kapli svatého Hippolyta jsou nástěnné malby z roku 1735.

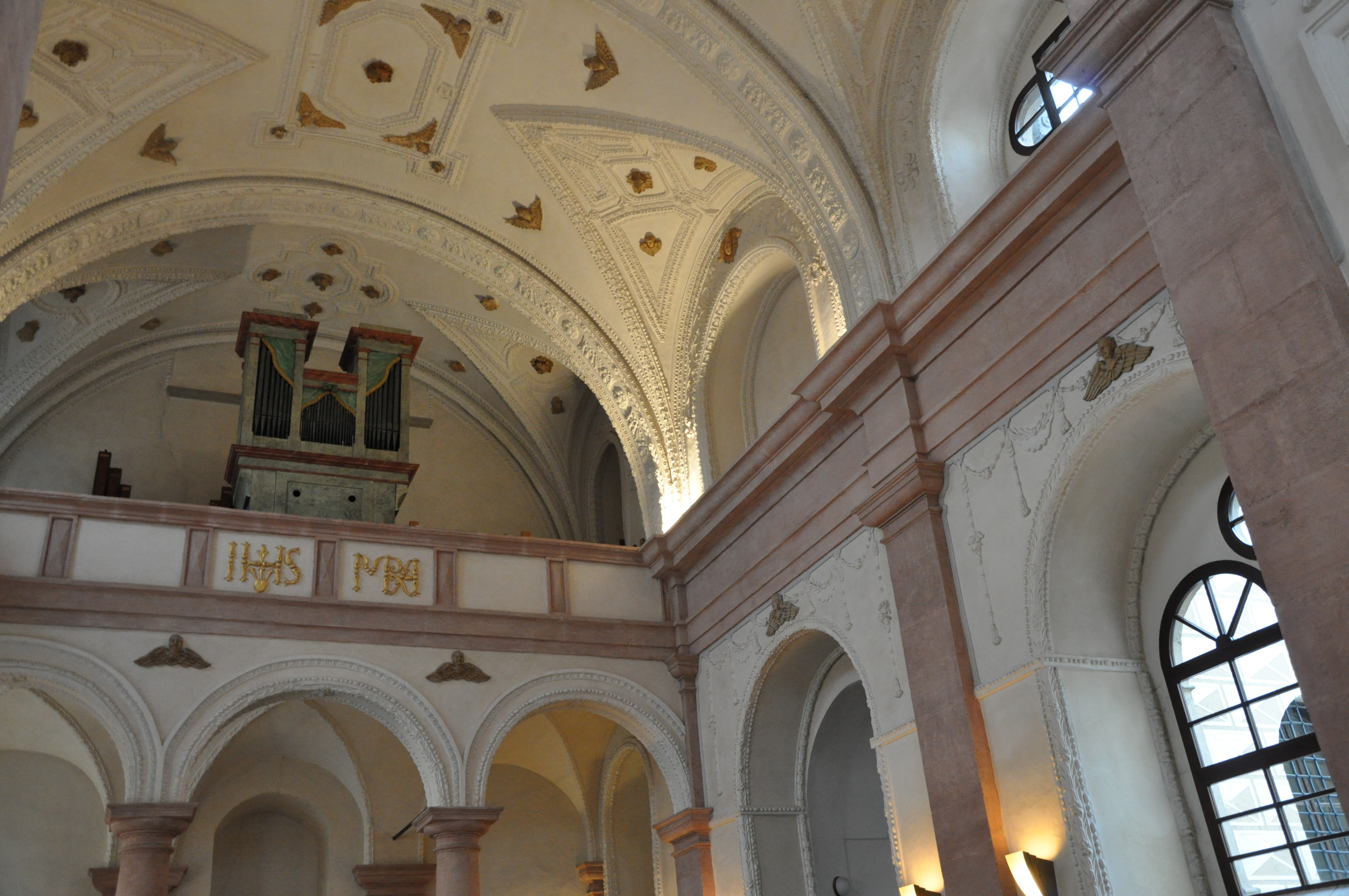
Interiér kostela
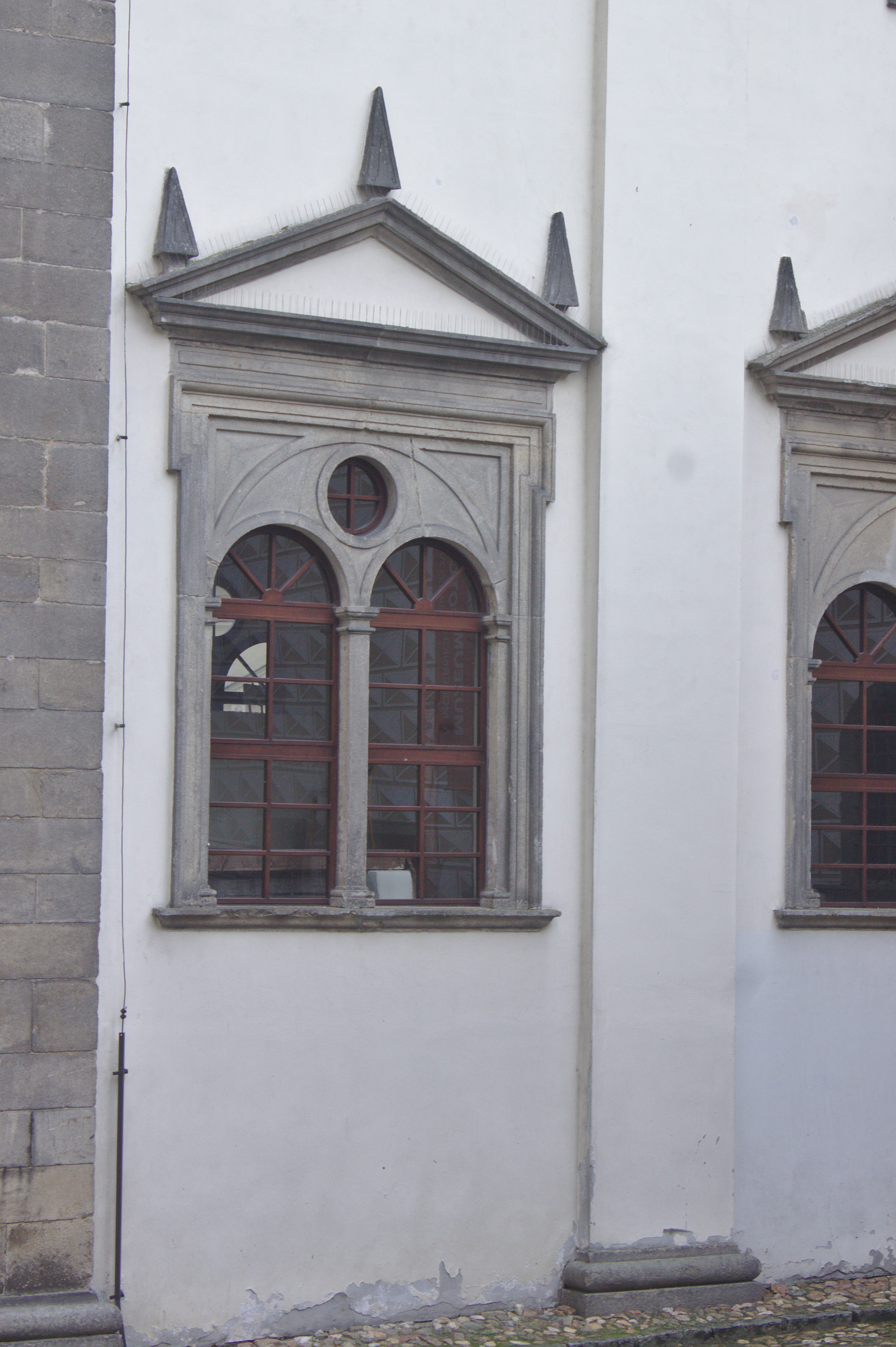
Detail jednoho z oken kostela